# 北上徳富駅
北上徳富駅（きたかみとっぷえき）は、かつて北海道樺戸郡新十津川町上徳富にあった日本国有鉄道（国鉄）札沼線の駅（廃駅）である。事務管理コードは▲120207。

## 歴史
- 1956年（昭和31年）11月16日 - 開設[1]。旅客のみ取扱い[1]。
- 1972年（昭和47年）6月19日 - 札沼線新十津川 - 石狩沼田間廃止に伴い廃駅となる[1]。

### 駅名の由来
「上徳富」の北側にあることから。

## 駅構造
新十津川に向かって左手（東側）に単式ホーム1面1線を有し、石狩沼田側に北十号線の踏切が接していた。

## 隣の駅
日本国有鉄道
札沼線 
上徳富駅 - 北上徳富駅 - <南雨竜仮乗降場> - 雨竜駅